# Кармановский район
Кармановский район — административно-территориальная единица в составе Западной и Смоленской областей РСФСР, существовавшая в 1929—1960 годах.
Кармановский район был образован в составе Ржевского округа Западной области 1 октября 1929 года. Центром района было село Карманово. Район был образован из территорий, прежде входивших в Гжатский и Сычёвский уезды Смоленской губернии.
30 июля 1930 года Ржевский округ был упразднён, и Кармановский район перешёл в прямое подчинение Западной области.
10 мая 1930 года Новоалександровский с/с был передан из Кармановского района в Шаховской район Московской области.
27 сентября 1937 году Кармановский район вошёл в состав Смоленской области.
5 марта 1960 года Кармановский район был упразднён, а его территория передана в Гжатский район, он же Гагаринский с 23 апреля 1968 года.